# De raaf (De Smurfen)
De raaf (oorspronkelijk, Frans: Le corbeau) is het 3de stripalbum uit de reeks De Smurfen & het verloren dorp, een spin-off van De Smurfen die voortbouwt op de film De Smurfen en het verloren dorp. De Nederlandse versie verscheen in 2021 bij Standaard Uitgeverij, de Franse versie in 2019 bij Le Lombard. Het scenario is van Luc Parthoens en Thierry Culliford, de tekeningen komen van Alain Maury.

## Verhaal
Gargamel maakt een brouwsel waarmee hij een raaf kan laten praten, zodat die de Smurfen kan zoeken en hun woonplaats kan bekendmaken. Door een ongeluk met een muis die achternagezeten wordt door Azraël ontploft het brouwsel en raakt de formule vernield, maar de dampen van de ontploffing missen hun effect niet: de raaf kan praten.
De raaf vliegt uit en komt in het dorp van de Smurfenmeisjes terecht, dat het net even zonder zijn leider Smurfwilgje moet stellen. Smurfstorm ziet hem niet graag komen, maar hij weet al snel het vertrouwen van de andere meisjes te winnen door allerlei raad te geven. Smurfstorm laat het er niet bij en uit haar ongenoegen bij de imker van het dorp, die een bij kwijtspeelde aan de raaf, en de gasten in het dorp, zijnde Smurfin, Brilsmurf, Potige Smurf en Klungelsmurf. De raaf hoort het gesprek verontrust aan, maar ziet al snel de kans op een tegenzet: hij praat een Smurf aan dat de gasten in het dorp vervelende indringers zijn. Algauw staat een hele menigte voor de deur van Smurfstorm te protesteren. Zij en haar bezoekers vluchten het bos in. 's Nachts keren ze terug om de raaf uit te schakelen, maar die was hierop voorbereid: de samenzweerders worden gevangen. De raaf wil hen uit het dorp verbannen, maar dat zint een aantal Smurfen niet. Er ontstaat ruzie, waarbij een brandende toorts het dorp inrolt. Er ontstaat een hevige brand.
Wanneer Smurfwilgje samen met Grote Smurf terugkeert in het dorp, is heel het dorp in vlammen opgegaan. Tijdens het gewoel heeft Smurfstorm de raaf echter gevangen, zodat die nu aan de tand gevoeld kan worden. Hij biecht op dat hij van Gargamel komt. Grote Smurf geeft hem een brouwsel waarmee hij de raaf zijn spraak weer verliest. De raaf keert terug naar Gargamel, die moet vaststellen dat de raaf hem niets kan vertellen.
De meisjes leggen zich er intussen bij neer dat ze een nieuw dorp moeten oprichten.